# David Bowie: Black Tie White Noise
David Bowie: Black Tie White Noise is een documentaire over de Britse muzikant David Bowie uit 1993. De film werd uitgebracht ter promotie van zijn nieuwe album Black Tie White Noise en zorgde ervoor dat hij niet op tournee hoefde te gaan. De documentaire is geregisseerd door David Mallet en verscheen direct op VHS.

## Inhoud
David Bowie: Black Tie White Noise is een combinatie van een documentaire en een compilatie van videoclips. De hoofdfilm werd op 8 mei 1993 opgenomen in de Hollywood Center Studios in Los Angeles. Dit deel bestaat uit interviews met Bowie, de making-of van de videoclip van "Miracle Goodnight" en optredens waarbij enkele nummers van het album geplaybackt worden. De rest van de film bestaat uit de videoclips voor de drie singles van het album, naast "Miracle Goodnight" waren dit "Jump They Say" en het titelnummer. Ook zou er volgens de hoes van de VHS een videoclip voor "Don't Let Me Down & Down" in de film verschijnen, maar deze versie werd alleen op tv vertoond.
Volgens de hoofdstukken op de dvd-uitgave uit 2003 bevat de film de volgende gedeeltes. Hoofdstukken aangegeven met een asterisk (*) zijn optredens, andere nummers zijn interviews met Bowie.
1. "Introduction"
2. "With Lester Bowie"
3. "On Reeves Gabrels"
4. "You've Been Around" *
5. "Expanding and Experimenting"
6. "Nite Flights" *
7. "Otherness"
8. "Miracle Goodnight" *
9. "On Marriage"
10. "Black Tie White Noise" *
11. "With Mick Ronson"
12. "I Feel Free" *
13. "With Nile Rodgers"
14. "I Know It's Gonna Happen Someday" *
15. "Miracle Goodnight" (videoclip)
16. "Jump They Say" (videoclip)
17. "Black Tie White Noise" (videoclip)
18. "Credits"